# Jonathan Lemalu
Jonathan Fa'afetai Lemalu (1976, Dunedin) es un bajo-barítono neozelandés, hijo de padres samoanos.

## Biografía
Nació en Dunedin en 1976, hijo de padres samoanos que emigraron a Nueva Zelanda. Fue educado en la misma ciudad y estudió leyes y música en la Universidad de Otago, donde se graduó como bachiller en leyes en 1999.
Se perfeccionó con la legendaria maestra Vera Rozsa y en la Royal College of Music de Londres, donde en 2002 obtuvo la medalla de oro del colegio. En ese mismo año obtuvo el premio Kathleen Ferrier (que ya había ganado otra neozelandesa en 1966: Malvina Major) y en 2004 el premio de la Royal Philharmonic Society para el Artista Joven del Año. Fue seleccionado para el período 2002-2004 por el BBC Radio 3 New Generation Artists scheme.
Ha cantado en el Covent Garden, el festival de Glyndebourne, el Metropolitan Opera (como Masetto en Don Giovanni,), la ópera lírica de Chicago, la ópera Estatal de Baviera, el festival de Edimburgo, festival de Tanglewood, el festival de Ravinia y el Wigmore Hall entre otros. Y en las ciudades de Colonia, Atenas, Birmingham, Ámsterdam, Bruselas, Baden-Baden, Viena, Montreal, Vancouver, Atlanta, San Francisco, Washington, entre otras.
En julio de 2005 fue solista en la primera gira de la orquesta de su país en el debut en los Proms de Londres conducido por James Judd.
Se especializa en papeles de Mozart como Papageno, Figaro, Leporello, Guglielmo, Massetto, Schubert, Mahler, Brahms, etc. y en recitales con obras contemporáneas.
Su disco de canciones acompañado por Roger Vignoles ganó el premio Gramophone de la crítica inglesa al Disco Debut del Año.
Su esposa es la mezzosoprano croata Sandra Martinovic, con quien ha realizado presentaciones en conjunto. Reside en Londres junto a su familia.

## Discografía
- Opera Arias con la Orquesta Sinfónica de Nueva Zelanda dirigida por James Judd.
- Lieder y canciones recital - Roger Vignoles, piano, EMI.
- Love Blows as the Wind Blows con el Cuarteto Belcea.
- Vivaldi, Gloria, Stephen Cleobury.
- Britten, Billy Budd, Daniel Harding.